# Milichiella nigeriae
Milichiella nigeriae är en tvåvingeart som först beskrevs av Oswald Duda 1935.  Milichiella nigeriae ingår i släktet Milichiella och familjen sprickflugor.
Artens utbredningsområde är Nigeria. Arten har två underarter, Milichiella nigeriae acrosticalis som beskrevs av Sabrosky 1958 och Milichiella nigeriae nigeriae som beskrevs av Duda 1935. Milichiella nigeriae acrosticalis räknades tidigare som en egen art med namnet Milichiella acrosticalis.